# Communauté de communes de Niort
La communauté de communes de Niort est une ancienne communauté de communes française, située dans le département des Deux-Sèvres, en région Poitou-Charentes.

## Historique
La communauté de communes de Niort a été créée en 1992.
Elle fusionne avec la communauté de communes Chauray-Échiré-Saint-Gelais pour former au 1er janvier 2000 la communauté d'agglomération de Niort.
Elle était composée de 15 communes.